# Olivier (cráter)
Olivier es un antiguo y erosionado cráter de impacto que se encuentra en el hemisferio norte de la cara oculta de la Luna, en una región densamente poblada de cráteres. Al este-sureste aparece un cráter más reciente pero de tamaño comparable denominado Störmer. Al sudoeste de Olivier se halla el cráter Volterra.
|  |

El borde sur de Olivier está cubierto por una formación inusual de pequeños cráteres que se encuentran adyacentes entre sí y que casi han borrado por completo el brocal. Forman una alineación desde el sector sudoeste del borde hasta el sector este-sureste. Varios otros cráteres se atraviesan el borde de Olivier, especialmente un cráter que corta a través del sector norte y varios cráteres más pequeños en el borde este. El resto del brocal ha sido desgastado y erosionado, de modo que sus rasgos se han redondeado y han adquirido formas irregulares.
En comparación con el borde, el suelo interior es casi plano y liso. El impacto más notable es un pequeño cráter cercano al borde norte. Presenta una serie de pequeños cráteres diseminados, pero de escasa importancia. El cráter carece de un pico central, y las únicas irregularidades se sitúan en el borde de la pared interior.

## Cráteres satélite

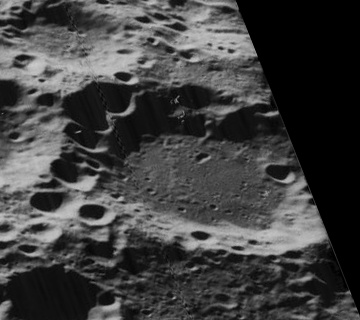
Imagen oblicua de la misión Lunar Orbiter 5

Por convención estos elementos son identificados en los mapas lunares poniendo la letra en el lado del punto medio del cráter que está más cercano a Olivier.
|         | \| Olivier \| Coordenadas \| Diámetro \| \| ------- \| ------------------------------ \| -------- \| \| N \| 56°42′N 137°06′E / 56.7, 137.1 \| 63 km \| \| Y \| 61°54′N 136°30′E / 61.9, 136.5 \| 47 km \| |          |
| Olivier | Coordenadas | Diámetro |
| N       | 56°42′N 137°06′E / 56.7, 137.1 | 63 km    |
| Y       | 61°54′N 136°30′E / 61.9, 136.5 | 47 km    |